# دانيال بيل
دانيال بيل (بالإنجليزية: Daniel Bell) هو سباح أسترالي، ولد في 31 أغسطس 1984 في باغو باغو في الولايات المتحدة.